# Табарашти (Бузау)
Табарашти (рум. Tăbărăști) насеље је у Румунији у округу Бузау у општини Галбинаши. Oпштина се налази на надморској висини од 72 m.

## Становништво
Према подацима из 2002. године у насељу је живело 1941 становника, од којих су сви румунске националности.